# Kongeriget Sicilien
Kongeriget Sicilien er en historisk nation i Syditalien, der eksisterede i perioden 1130-1816. Kongeriget omfattede i begyndelsen en stor del af det sydlige italienske fastland ud over selve øen Sicilien, men i 1282 blev riget delt ved Messinastrædet, hvorefter fastlandsdelen blev kendt som kongeriget Napoli. Begge disse kongeriger var i store perioder underlagt andre større riger som Aragonien/Spanien og det tysk-romerske rige.

## Historie
I 1127 døde William 2., hertug af Apulien, og Roger 2. af Sicilien samlede Apulien og Sicilien under sig. Han støttede modpave Anaklet 2., der som tak kronede Roger som konge af Sicilien på juledag 1130.
Roger brugte meget af de følgende ti år på at bekæmpe såvel ydre som indre fjender, og da det var overstået, fremlagde han i 1140 de såkaldte Ariano-assizer, en række love, der blandt andet lagde grunden til det sicilianske bureaukrati samt sikrede feudalismen og frem for alt centraliserede magten i riget. I 1139 havde Roger også fået den legitime paves anerkendelse som konge, og han kunne nu koncentrere sig om krigstogter uden for riget. Således indtog hans flåde Mahdia i det nuværende Tunesien, og flåden gik også til angreb på det byzantinske rige. Kongeriget Sicilien blev efter dette i omkring hundrede år den førende sømagt i Middelhavet.
Rogers efterkommere fastholdt magten til slutningen af det 12. århundrede, hvor den tysk-romerske kejser Henrik 6. indtog kongedømmet og lagde det ind under Huset Hohenstaufen i 1197. Den blot 3-årige kommende tysk-romerske kejser, Frederik 2., der faktisk også var barnebarn af Roger 2., blev sat på tronen, hvilket gav problemer i det centraliserede Sicilien. Samtidig var der flere tronprætendenter, men Frederik 2. opretholdt med skiftende værger magten, da striden efterhånden ebbede ud i 1207. Frederik udbyggede Rogers assizer, hvilket resulterede i, at kongeriget Sicilien blev den første europæiske enevældige stat, der trådte ud af feudalismen. Frederiks og Rogers lovgivning, nedfældet i Liber Augustalis, var basis for sicilianske love helt til 1819. Desuden grundlagdes et af de første universiteter, Napoli Universitet med tilnavnet Federico II.
Efter Frederik regerede en af hans sønner nogle år, men i 1266 invaderede angevinske tropper riget, hvilket bragte Karl 1. af Sicilien til magten. Han kunne dog ikke opretholde magten over hele riget, og efter Den sicilianske vesper i 1282, et oprør mod Karl, kom Peter 3. af Aragonien til magten i den del af kongeriget Sicilien, der befandt sig på Sicilien. Krigen fortsatte i tyve år derefter, men rokkede ikke ved, at riget de facto var delt i to: kongeriget Sicilien og kongeriget Napoli.
Ved fredsslutningen blev Frederik 3. af Sicilien konge, og riget fungerede i det følgende århundrede som et selvstændigt kongedømme, der dog var under kontrol af de aragonske herskere. Herefter kom riget formelt under Aragonien, der under Alfons 5. af Aragonien i 1443 erobrede kongeriget Napoli og derpå samlede de to kongeriger igen. Alfons opdelte imidlertid få år senere på ny riget i to, og i de følgende århundreder var kongeriget Sicilien under aragonsk, senere spansk kontrol, indtil riget blev genforenet med kongeriget Napoli under navnet Begge Sicilier i 1816.